# GeneralAvia
GeneralAvia Aerospace Technology Company è una azienda italiana nel settore dell'aviazione civile e del comparto aerospaziale che produce velivoli ad alta tecnologia e software per il controllo e la sicurezza.

## Storia
È stata fondata nel 1970 a Roma dal progettista Stelio Frati  come GeneralAvia S.r.l., e ha prodotto una serie di aeromobili leggeri (Picchio, Delfino, Pegaso, Jet Condor, Jet Squalus, Canguro, Sparviero).
È stata poi rilevata da Diego Zanoni, un pilota e imprenditore italiano e acquisita dal gruppo svizzero "Avio International Group Holding S.A.", nato nel 2007, insieme alla Dragon Fly Helicopters.
Ha sedi anche negli Stati Uniti d'America, in Svizzera e in Brasile.
Produce il biposto F 22 Pinguino, disegnato nel 1989 da Stelio Frati.

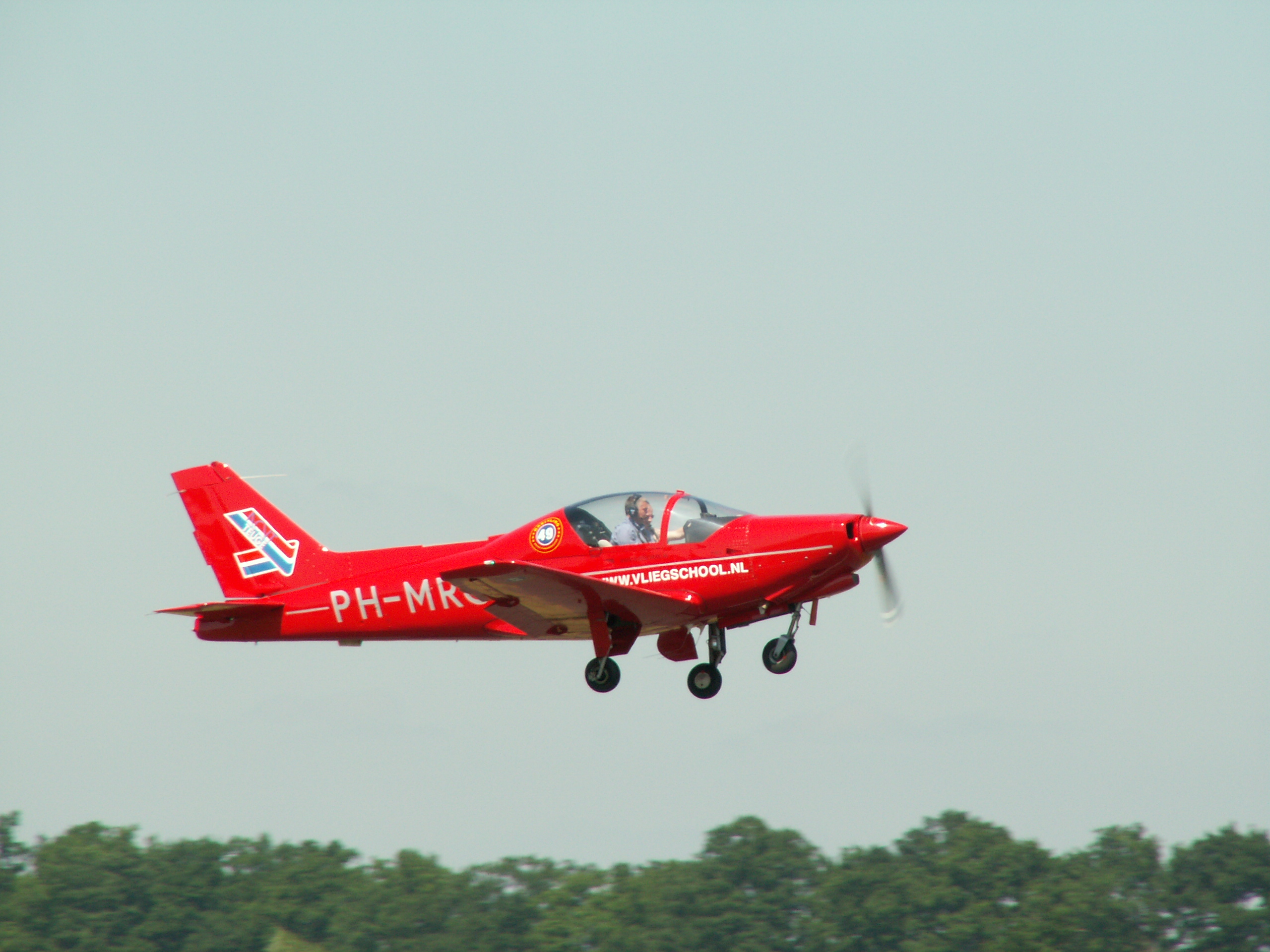
Un GeneralAvia F.22 Pinguino in volo

Fa parte dal 2014 dell'AIAD, la "Federazione  delle aziende italiane per l'aerospazio, la difesa e la sicurezza". Presidente dell'azienda è Diego Zanoni.

## Settori
- Consulting
- Engineering
- Research
- Aircraft
- Maintenance
- Sales
- Academy

## Produzione
- F.22 Pinguino
- GA3000

### In passato
- F.15E
- F.15F Delfino
- F.20TP Condor
- F 1000
- General Avia Airtruck
- F.22 A